# Oger
Oger és un municipi francès, situat al departament del Marne i a la regió del Gran Est. L'any 2007 tenia 580 habitants.

## Demografia

### Població
El 2007 la població de fet d'Oger era de 580 persones. Hi havia 260 famílies, de les quals 80 eren unipersonals (24 homes vivint sols i 56 dones vivint soles), 76 parelles sense fills, 84 parelles amb fills i 20 famílies monoparentals amb fills.
La població ha evolucionat segons el següent gràfic:
Habitants censats

### Habitatges
El 2007 hi havia 290 habitatges, 265 eren l'habitatge principal de la família, 4 eren segones residències i 21 estaven desocupats. 272 eren cases i 18 eren apartaments. Dels 265 habitatges principals, 206 estaven ocupats pels seus propietaris, 46 estaven llogats i ocupats pels llogaters i 13 estaven cedits a títol gratuït; 2 tenien una cambra, 2 en tenien dues, 37 en tenien tres, 54 en tenien quatre i 170 en tenien cinc o més. 238 habitatges disposaven pel capbaix d'una plaça de pàrquing. A 139 habitatges hi havia un automòbil i a 104 n'hi havia dos o més.

### Piràmide de població
La piràmide de població per edats i sexe el 2009 era:
| Homes | Edats   | Dones |
| ----- | ------- | ----- |
| 0     | 95 o +  | 0     |
| 0     | 90 a 94 | 8     |
| 0     | 85 a 89 | 4     |
| 8     | 80 a 84 | 8     |
| 8     | 75 a 79 | 28    |
| 16    | 70 a 74 | 8     |
| 16    | 65 a 69 | 20    |
| 12    | 60 a 64 | 28    |
| 16    | 55 a 59 | 16    |
| 24    | 50 a 54 | 12    |
| 24    | 45 a 49 | 20    |
| 16    | 40 a 44 | 8     |
| 24    | 35 a 39 | 12    |
| 8     | 30 a 34 | 16    |
| 20    | 25 a 29 | 24    |
| 20    | 20 a 24 | 8     |
| 24    | 15 a 19 | 12    |
| 16    | 10 a 14 | 4     |
| 8     | 5 a 9   | 8     |
| 8     | 0 a 4   | 12    |

## Economia
El 2007 la població en edat de treballar era de 370 persones, 293 eren actives i 77 eren inactives. De les 293 persones actives 284 estaven ocupades (146 homes i 138 dones) i 9 estaven aturades (5 homes i 4 dones). De les 77 persones inactives 39 estaven jubilades, 23 estaven estudiant i 15 estaven classificades com a «altres inactius».

### Ingressos
El 2009 a Oger hi havia 264 unitats fiscals que integraven 596,5 persones, la mediana anual d'ingressos fiscals per persona era de 23.786 €.

### Activitats econòmiques
Dels 27  establiments que hi havia el 2007, 5 eren d'empreses alimentàries, 1 d'una empresa de fabricació de material elèctric, 1 d'una empresa de fabricació d'altres productes industrials, 6 d'empreses de construcció, 6 d'empreses de comerç i reparació d'automòbils, 1 d'una empresa de transport, 1 d'una empresa d'hostatgeria i restauració, 1 d'una empresa d'informació i comunicació, 1 d'una empresa financera, 1 d'una empresa immobiliària, 1 d'una empresa de serveis i 2 d'empreses classificades com a «altres activitats de serveis».
Dels 7 establiments de servei als particulars que hi havia el 2009, 1 era un taller de reparació d'automòbils i de material agrícola, 1 paleta, 2 fusteries, 1 lampisteria, 1 electricista i 1 empresa de construcció.
L'any 2000 a Oger hi havia 186 explotacions agrícoles que ocupaven un total de 608 hectàrees.

## Equipaments sanitaris i escolars
L'únic equipament sanitari que hi havia el 2009 era una farmàcia.
El 2009 hi havia una escola elemental.

## Poblacions més properes
El següent diagrama mostra les poblacions més properes.